# Palazzo delle Poste (Sabaudia)
Il Palazzo delle Poste e Telegrafi è uno storico edificio razionalista della città di Sabaudia in Lazio.

## Storia
L'edificio venne progettato dall'architetto futurista Angiolo Mazzoni e realizzato tra il 1932 e il 1934, contestualmente alla costruzione della città di Sabaudia, di nuova fondazione.
Restaurato dall’amministrazione comunale di Sabaudia grazie al contributo della Regione Lazio e riaperto al pubblico nell'aprile del 2011, l'edificio è oggi sede della Biblioteca Comunale di Sabaudia, intitolata al suo fondatore e primo direttore, Feliciano Iannella. La biblioteca ospita il Fondo Alberto Moravia, il Fondo Stanislao Nievo, un Fondo sull'Urbanistica e l'Architettura delle città di Fondazione e uno dedicato al suo fondatore.

## Descrizione
La volontà progettuale dell'architetto era quella di conferire all'edificio uno spiccato senso aerodinamico e di rapidità in pieno accordo con l'ideologia futurista.
L'edificio sorge su corso Vittorio Emanuele III a poca distanza dal Municipio, presenta due piani fuori terra e sorge su una sorta di piedistallo rialzato tramite una scalinata in marmo travertino. 
Tutti i prospetti sono completamente rivestiti a mosaico con tessere azzurre in onore dei Savoia e caratterizzati da ampi finestroni, incorniciati da un cordolo stondato in marmo rosso di Siena. 
L'interno è suddiviso in molteplici sale, locali tecnici ma lo spazio più ampio è dedicato a un grande salone che dal 2011 ospita la Biblioteca Comunale.

## Galleria d'immagini

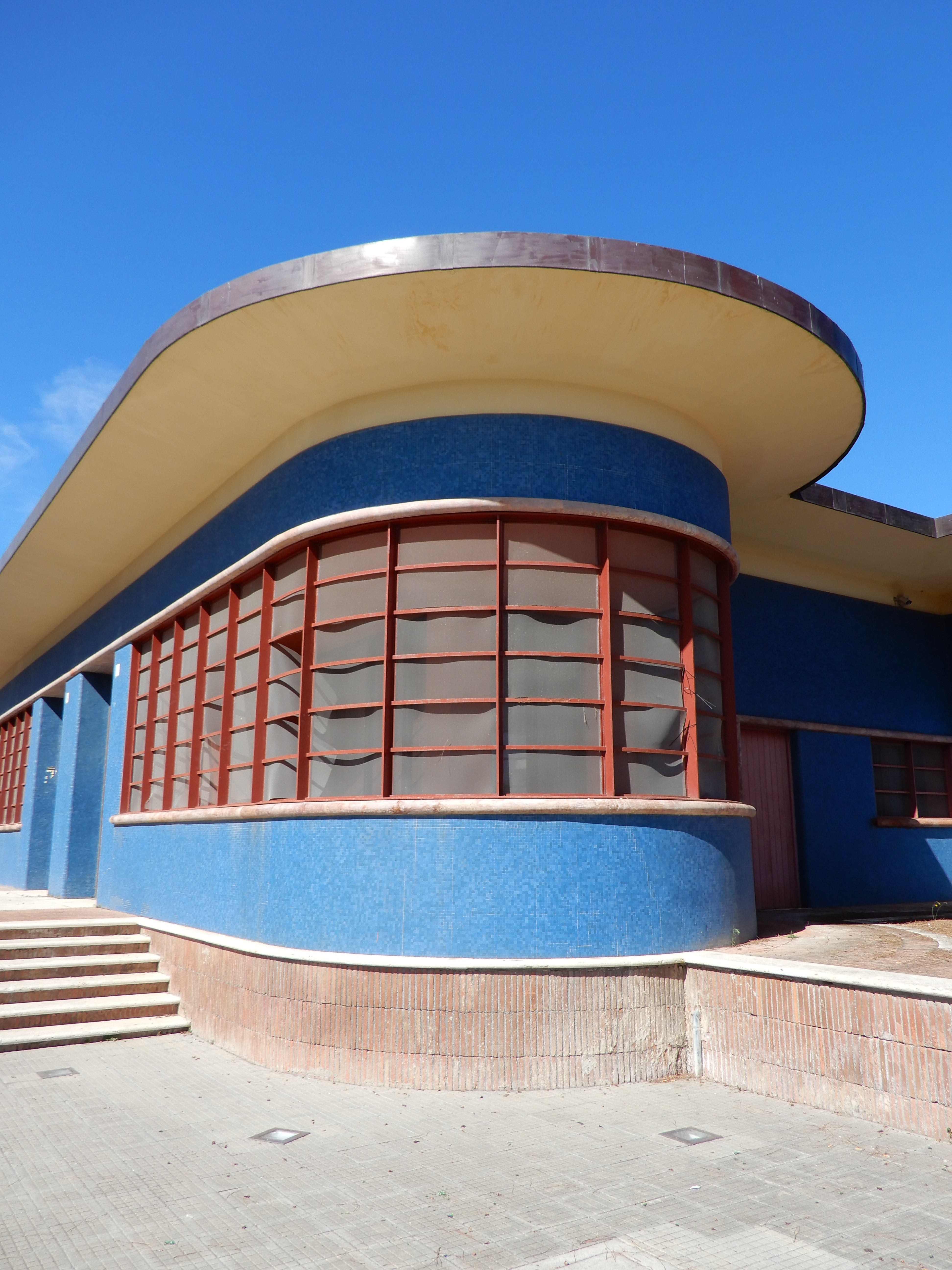
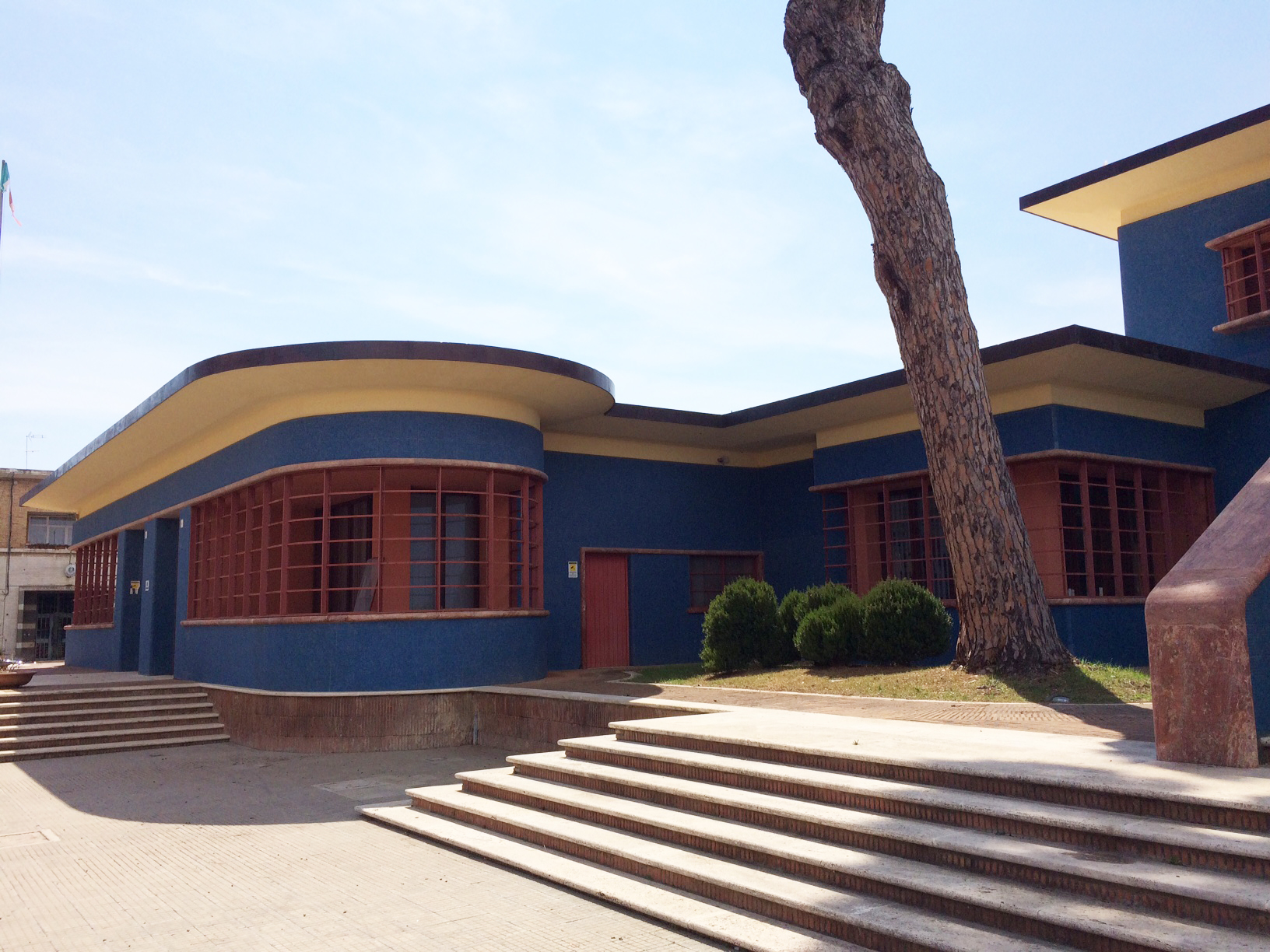
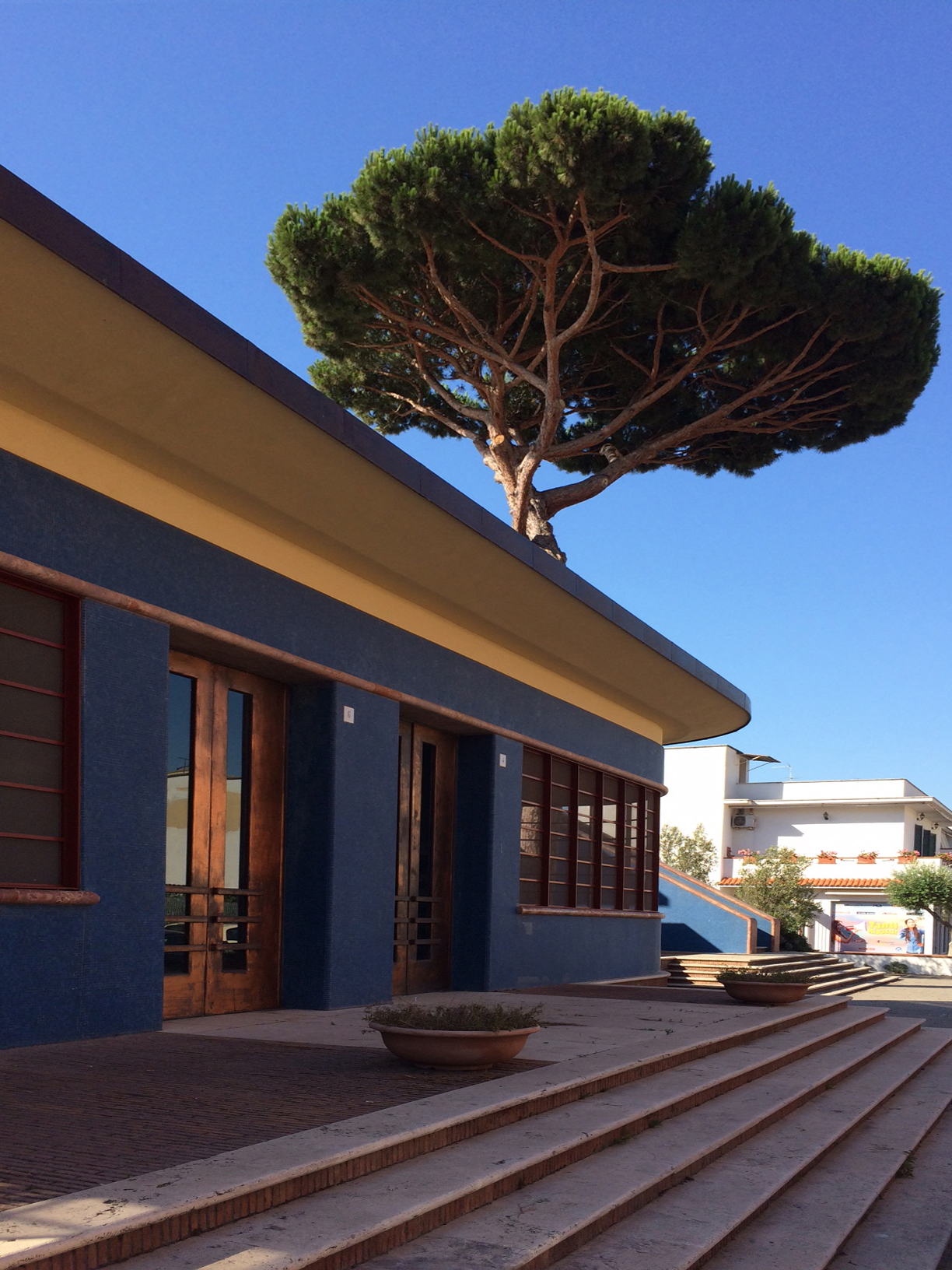